# Amundsen–Scott-basen

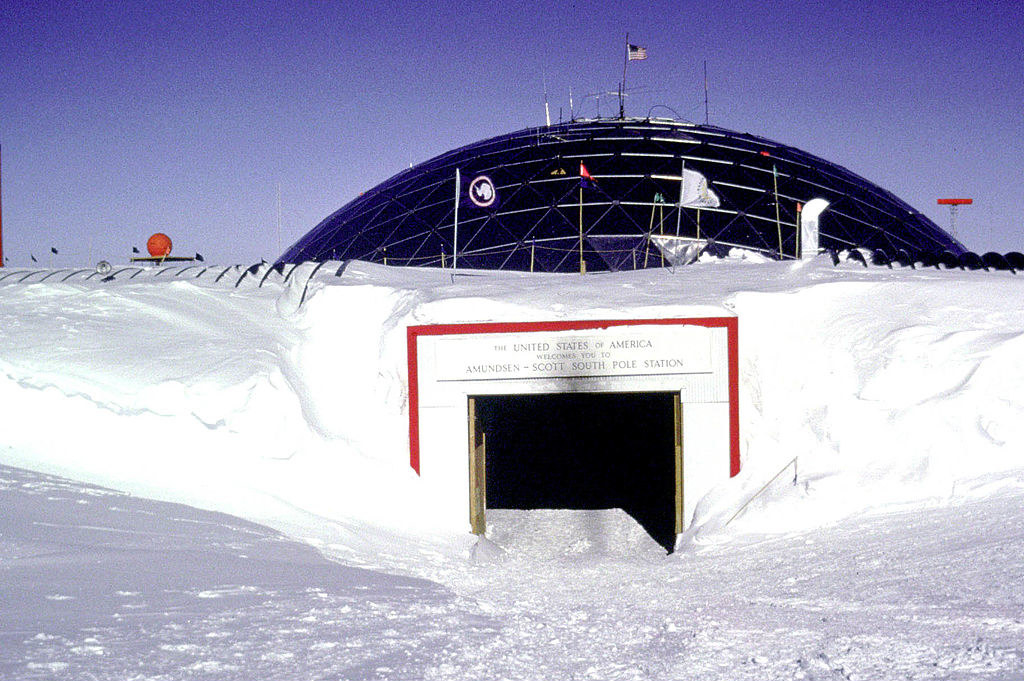
Huvudingången till Domen. Domen har börjat begravas i snö.

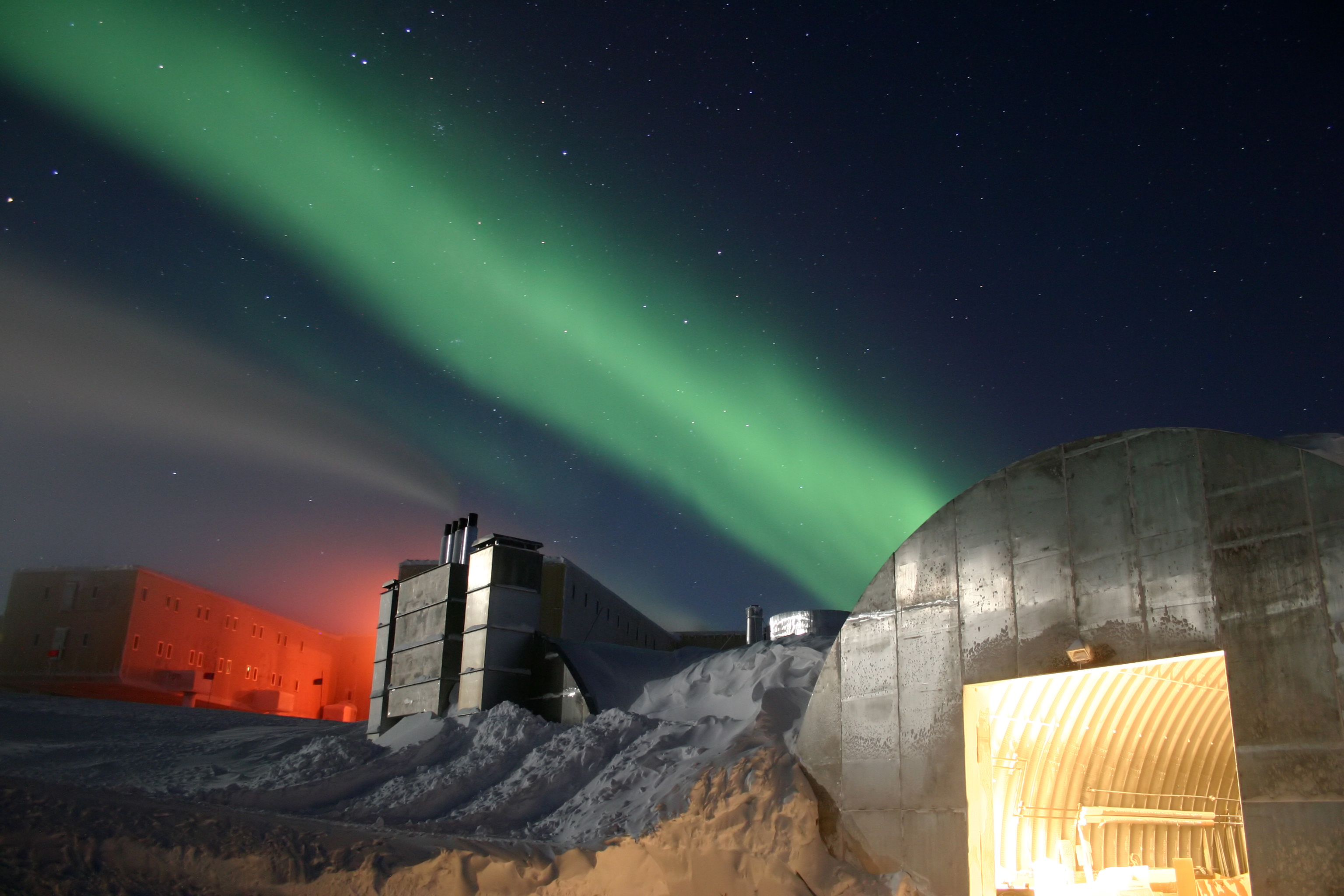
Amundsen–Scott-basen under polarnatten. Den nya stationen syns längst till vänster. Kraftstationen i mitten och mekaniskt garage nere till höger. Det gröna ljuset är polarsken.

Amundsen–Scott-basen är en amerikansk forskningsstation på den geografiska sydpolen i Antarktis, uppkallad efter polarupptäckarna Roald Amundsen och Robert Falcon Scott.
Amundsen–Scott-basen är den sydligast belägna bebodda platsen på jorden, även om den inte har några permanenta invånare. Den första basen på platsen byggdes 1956 och sedan dess har platsen varit bebodd konstant. Själva byggnaderna har dock ersatts flera gånger. Eftersom basen ligger på en glaciär flyttar den sig cirka 10 meter per år. Basen ligger på 2 835 meters höjd. Isen under basen är 2 700 meter tjock. Temperaturer har uppmätts mellan −13,6 °C och −82,8 °C. Medeltemperaturen är −49 °C, med en variation från −28 °C i december till −60 °C i juli.

## Den ursprungliga basen
Den första basen på platsen byggdes av 18 personer från USA:s flotta 1956–1957. Gruppen kom dit i oktober och var de första personer som övervintrat på sydpolen. I januari 1958 gästades basen av Sir Edmund Hillary och den nyzeeländska delen av Samväldets transantarktiska expedition och därefter av den brittiska delen av expeditionen, ledd av Sir Vivian Fuchs. 
Ansamling av snö har gjort att byggnaden börjat begravas i snö och 1975 övergavs den för en nyare och modernare bas.

## Domen och vidare utbyggnader
1975 byggdes en ny bas i form av en geodetisk kupol, 50 meter bred och 16 meter hög. Här finns utrustning för mätningar av atmosfären och för olika astronomiska och astrofysiska projekt. Byggnaden var avsedd att ha kapacitet för 18 personer under vintern och 33 under sommaren men under 1990-talet byggdes basen ut med plats för fler personer. De nyaste byggnaderna, upphöjda på pelare, vilket bland annat minskar snöansamling, invigdes 2008 och basen är nu hem för 50 vetenskapsmän och annan personal under vintern och 150 personer under sommaren. Vinterpersonalen är isolerad på basen mellan februari och oktober. Delar av anläggningen kan stängas när beläggningen är lägre. Efter de nya byggnaderna invigts revs domen.
Basen har en 12 000 fot (3 658 meter) lång landningsbana för flygplan. Stationen är självförsörjande under vintern och drivs av generatorer som drivs med jetbränsle. På basen finns ett växthus med odlingar.